# Јурјунг-Хаја
Јурјунг-Хаја (рус. Юрюнг-Хая; јакутски: Үрүҥ Хайа) село је у Анабарском рејону, на северозападу Републике Јакутије у Русији. Јурјунг-Хаја се налази на десној обали Анабара, који се улива у Лаптевско море.
Име села значи Бела планина, срв. Белаја гора

## Становништво
| 1989. | 2001. | 2002. | 2007. | 2010. |
| ----- | ----- | ----- | ----- | ----- |
| 900   | 1.145 | 1.051 | 1.132 | 1.148 |